# Cité de la Mairie
La cité de la Mairie est une voie du 18e arrondissement de Paris, en France.

## Situation et accès

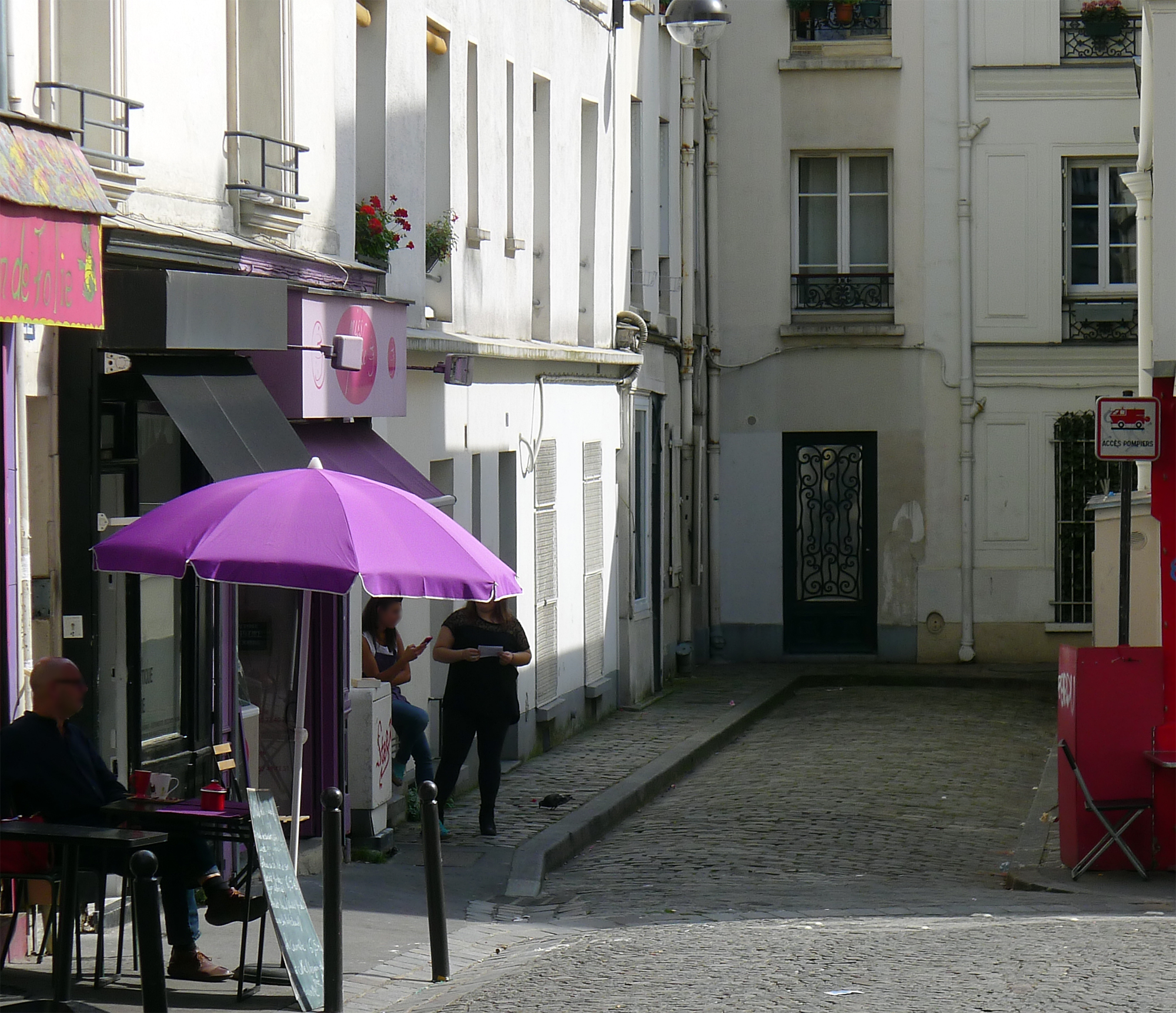
Voie vue depuis la rue La Vieuville.

La cité de la Mairie est une voie publique située dans le 18e arrondissement de Paris. Elle débute au 20, rue La Vieuville et se termine en impasse.

## Origine du nom
Son nom vient du voisinage avec l'ancienne mairie du 18e arrondissement.

## Historique
Cette voie privée formée en 1851 par M. Jules Dufour est classée dans la voirie parisienne par un arrêté municipal du 7 novembre 1986 après être devenue une voie publique.